# 2009年宏都拉斯軍事政變
2009年洪都拉斯軍事政變屬於憲制危機，宏都拉斯總統塞拉亞計劃舉行修憲公決投票，建議容許總統連任，但遭反對派、軍方及司法部強烈反對。2009年6月28日，塞拉亞於公投舉行一小時前，被軍方帶離總統府，並被驱逐出境，最高法院亦隨即宣布罷免塞拉亞。政變發生後，國會議長米切莱蒂宣誓就任臨時總統，隨即宣布宵禁及撤換內閣官員。

## 背景
2006年，塞拉亞當選擔任總統，為期四年。
塞拉亞在任初期，有內閣成員涉嫌貪污，結果請辭。國內的暴力活動亦沒有被遏止，以致該國成為拉丁美洲死亡率最高的國家之一。他與委內瑞拉結盟、加入促進拉丁美洲和加勒比海地區經貿合作的美洲玻利瓦尔同盟（Alianza Bolivariana para los Pueblos de Nuestra América - Tratado de Comercio de los Pueblos），觸發國內保守派和商界不滿。
塞拉亞計劃於2009年6月28日舉行沒有約束力的修憲公投，建議總統可以連任，但被反對派、軍方及司法部強烈反對，認為塞拉亞借修憲謀求連任，最高法院裁定公投違法，引發洪都拉斯一系列的政治危機。
塞拉亞要求軍方負責公投的保安和物流事務，但軍方拒絕發放有關公投的資料，並認為公投違憲而且非法。塞拉亞後來罷免軍方統帥，但最高法院下令統帥留職。塞拉亞於是發起遊行示威，要求從一個空軍基地取回公投資料。國會召開緊急會議，企圖表決罷免塞拉亞。2009年6月27日，數千名民眾於首都特古西加爾巴遊行，反對塞拉亞的統治。
最高法院、國會及軍方都呼籲民眾不要參與公投，認為公投對民眾不公平及不安全。

## 事態發展
2009年6月28日，修憲公投舉行一小時前，熟睡中的塞拉亞被士兵帶離總統府，並押解到哥斯達黎加。他在哥國發表講話，表示被部分軍人綁架，又要求美國澄清有否介入是次政變，呼籲民眾繼續抗爭。他未有向哥國尋求政治庇護。
軍方將塞拉亞押送出境後，迅速控制官方電視台及電力設施。最高法院發表聲明，宣布罷免塞拉亞，並且指出軍方拘押及驅逐塞拉亞是獲得法院授權，是合法行為。
國會聲稱收到塞拉亞辭職信，召開緊急會議，表決通過塞拉亞請辭，並宣布議長米切萊蒂將會出任臨時總統， 直到11月29日大選選出新總統為止。米切萊蒂宣誓就職，指相信有八成至九成國民滿意當局處理手法，並隨即宣布重組內閣，並頒宵禁令，於6月28日和6月29日晚上九時至翌日早上六時，實施全國宵禁。
洪都拉斯臨時政府不理會國際反應，六名新內閣在首都特古西加爾巴宣誓就職。米切萊蒂宣稱，組閣完全符合憲法。
外長羅達斯號召民眾示威，抵制軍方，數百名士兵包圍他的住所。約500名塞拉亞支持者無視宵禁令，上街聲援，縱火焚燒輪胎等雜物，用鐵板和石塊架起路障，搖國旗吶喊，指責軍隊是「顛覆國家的叛徒」，警員施放催淚氣體驅散，有直升機在上空盤旋，現場傳出槍聲，多名示威者受傷。聖佩德羅蘇拉亦爆發遊行，數百人在市政廳門前焚燒輪胎，拒絕承認臨時政府，呼籲軍人離開總統府。工會領袖指，有軍隊向示威者開槍射擊，一人死亡，數十人受傷，另外有多名記者被帶走問話。
聯合國大會通過譴責洪都拉斯軍方政變，要求無條件恢復塞拉亞政府，並要求192個成員國不要承認塞拉亞以外的政權。美洲國家組織向臨時政府發出最後通牒，要求三日內恢復塞拉亞的職務，否則會取消洪都拉斯成員國的身份。塞拉亞較早時揚言，會在7月2日回國，美洲國家組織秘書長因蘇爾薩及阿根廷總統克里斯蒂娜會陪同他返國。洪都拉斯臨時政府聲稱，塞拉亞如果回國，就會逮捕他。其後，塞拉亞又宣佈，等候臨時政府答覆美洲國家組織的要求，決定延遲至7月4日，聯同幾個拉丁美洲國家領袖返國，並召集民眾於首都特古西加爾巴迎接，並形容臨時政府是賣國賊。不過，當地天主教領袖呼籲塞拉亞不要回國，以免觸發流血衝突。臨時國防部長表示，塞拉亞於2010年1月新總統就職後，才可回國。 
臨時政府態度強硬，米切萊蒂指除非外國軍事介入，否則不會將權力交還塞拉亞，又宣布宵禁令延長至7月3日。議會又通過退出美洲玻利瓦尔同盟（Alianza Bolivariana para los Pueblos de Nuestra América - Tratado de Comercio de los Pueblos）。
7月3日，美洲國家組織秘書長因蘇爾薩，於首都特古西加爾巴市郊的空軍基地，和最高法院、議會及內政部斡旋失敗，洪都拉斯臨時政府繼續拒絕塞拉亞復職。因蘇爾薩表示，準備取消洪都拉斯的成員國身分，但臨時政府先發制人，先宣布退出組織。另外，臨時總統米切萊蒂發動民眾集會，顯示國民支持臨時政府。
7月5日，臨時政府外長奧爾特斯在電台節目中表明，已經下令禁止塞拉亞飛機進入洪都拉斯的機場，約20,000名士兵駐守機場。多個美洲航空的班機因此延誤，首都國際機場滯留數百名乘客。塞拉亞聯同聯合國大會主席布洛克曼及數名大使，離開華盛頓達拉斯機場，乘坐飛機企圖抵達首都機場，但臨時政府在跑道上擺放軍車及士兵，阻止飛機降落。塞拉亞轉抵尼加拉瓜馬拿瓜，會見總統奧蒂嘉後，再到薩爾瓦多首都聖薩爾瓦多，塞拉亞其後與聯合國大會要員、美洲國家組織代表、薩爾瓦多、厄瓜多、阿根廷及巴拉圭總統，召開記者會。臨時政府隨即提前宵禁令，下午六時開始，至翌日早上五時結束，首都國際機場繼續關閉。
7月6日，傳媒報道，塞拉亞會在7月6日啟程到華盛頓，於7月7日會見美國國務卿希拉莉。委內瑞拉國營通訊社ABN報道，逾600人在7月5日晚上在宵禁令實施後，折返機場，被臨時政府拘留。首都醫院表示，在宵禁期間，接收過被軍方槍傷的傷者。塞拉亞政府的文化部長Rodolfo Pastor Fasquelle向英國廣播公司表示，國家相當分化，塞拉亞支持者及反對者雙方，人數都眾多，而且擁有武器及資源，認為國家有內戰的危機。
7月7日，希拉里與塞拉亞在華盛頓會面。塞拉亞在會上接納美國的提議：在7月9日，於哥斯達黎加與米切萊蒂會面，由諾貝爾和平獎得主哥斯達黎加總統阿里亞斯，出任調解人。米切萊蒂亦接受會面邀請，但強調他會與塞拉亞「對話」，並非「談判」，期望能平息動蕩，他又堅稱塞拉亞不能再擔任總統。希拉莉其後公布，暫緩批出對洪都拉斯的財政援助，包括1600多萬美元的軍事援助，但人道援助會繼續。民航局宣布，關閉首都國際機場至7月10日，並在跑道上擺放一架飛機，阻礙飛機使用。空軍則在跑道南方修補圍欄。

## 臨時政府內閣成員
- 外交部長：Enrique Ortez Colindres，他同時為洪都拉斯驻聯合國大使。
- 財政部長：Gabriela Núñez
- 科技部長：Desiré Rosales
- 國防部長：Adolfo Lionel Sevilla
- 勞工部長：Nicolás Gacía
- 自然資源部長：Norman Ochoa
- 傳媒關係：René Zepeda
- 社會事務部長：Germain Leitzelar
- 衛生部長：Mario Noe VillaFranca
- 環境及自然資源副部長：Norman Ochoa
- 議會科技主任：Desiree Rosales
- 中央銀行主席：Sandra Midence
- 國際合作司長：Karen Zelaya
- 保安部長：Jorge Alberto Rodas Gamero
- 副大法官：Martha Lorena Alvarado
- 運輸主任：César Quezada
- 文化部長：Mirna Castro
- 入境主任：Nelson Willy Mejía
- 社會投資基金部長：Hernán Banegas
- 教育副部長：Rosario Carías
- 旅遊部長：Ana Abarca Uclés
- 民航主任：José Alfredo San Martín
- 民族部長：Justo César Miranda
- 樹林保育局長：Jorge Alberto Palma
- 國營電訊局長：Miguel Ángel Rodas
- 國家統計局長：Alma Rodas de Fiallos

## 國際反應
國際對事件反應普遍負面。
- 美洲玻利瓦尔同盟九個成員國聲明，不承認洪都拉斯任何新政府。
- 欧盟：對軍方的行為予以譴責。
- 中華民國：其政變時間正值總統馬英九久誼專案出訪前夕，基於維安，出發當天臨時變更行程，取消訪問宏都拉斯。他訪問巴拿馬及尼加拉瓜後，提早兩天返国。外交部隨即發表聲明，期盼宏都拉斯盡快恢復和平民主。
- 訪問 委內瑞拉：總統查韋斯聲言，可能採取軍事行動干預。
- 美国：總統奧巴馬呼籲各方尊重民主，透過和談解決紛爭。國務院發言人克勞里（Philip J. Crowley）敦促各方以民主協議方式尋求解決當前僵局，以符合美洲國家民主憲章（Inter-American Democratic Charter）的原則。
- 第63届联合国大会通过《第63/301号决议》谴责政变。